# Кепулауан-Риау
Кепулауан-Риау (индон. Kepulauan Riau) — провинция в Индонезии, расположена на нескольких группах островов в Южно-Китайском море, между западной Малайзией и индонезийским островом Суматра на западе и островом Калимантан (с восточной Малайзией) на востоке. На севере граничит с Малайзией и Сингапуром.
Население — 2 064 564 чел. (на 2020 год). Административный центр — город Танджунгпинанг.

## История

Флаг Движения, выступающего за независимость о-вов Риау

Создана в сентябре 2002 года, до этого территория входила в состав провинции Риау.

## Население
Население говорит преимущественно на малайском языке.

## Административное деление

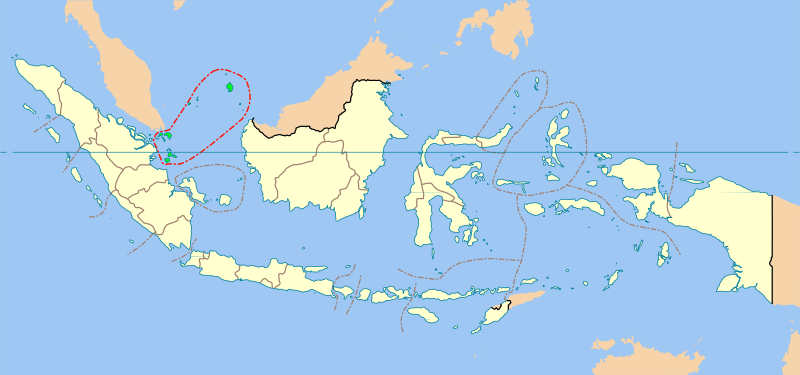
Кепулауан-Риау на административной карте Индонезии

Провинция делится на пять округов (kabupaten) и два городских муниципалитета (kota):
| № | Адм. единица           | Территория, км² | Население, чел. (2010) | Адм. центр             |
| - | ---------------------- | --------------- | ---------------------- | ---------------------- |
| 1 | Батам (город)          | 1010,88         | 949 775                |                        |
| 2 | Танджунгпинанг (город) | 153,66          | 187 687                |                        |
| 3 | Бинтан                 | 1335,08         | 142 382                | Бандар-Сери-Бентан     |
| 4 | Каримун                | 920,64          | 212 812                | Танджунг-Балай-Каримун |
| 5 | Линга                  | 2205,95         | 86 230                 | Даик                   |
| 6 | Кепулауан-Анамбас      | 637,10          | 37 493                 | Таремпа                |
| 7 | Натуна                 | 1992,79         | 69 319                 | Ранай                  |

## Экономика
Острова имеют большое значение для торговли с Сингапуром и Малайзией. В рамках сотрудничества с этими странами провинция также входит в соответствующий «треугольник роста».